# Abdelouahed Chakhsi
Abdelouahed Chakhsi (Casablanca, 1º ottobre 1986) è un ex calciatore marocchino, di ruolo difensore.